# Дорский сельский округ
Дорский сельский округ — упразднённая административно-территориальная единица, существовавшая на территории Шаховского района Московской области в 1994—2006 годах.
Дорский сельсовет был образован в первые годы советской власти. В 1922 году он числился в составе Канаевской волости Волоколамского уезда Московской губернии.
24 марта 1924 года в связи с ликвидацией Канаевской волости Дорский с/с вошёл в состав Серединской волости.
В 1926 году Дорский с/с включал 1 населённый пункт — Дор.
В 1929 году Дорский сельсовет был отнесён к Шаховскому району Московского округа Московской области.
19 февраля 1933 года к Дорскому с/с были присоединены Журавлихинский и Подсухинский с/с.
14 июня 1954 года к Дорскому с/с был присоединён Панюковский с/с.
8 августа 1959 года из упразднённого Холмецкого с/с в Дорский были переданы селения Артёмки, Лукошкино, Маевка, Симанково и Холмец.
1 февраля 1963 года Шаховской район был упразднён и Дорский с/с вошёл в Волоколамский укрупнённый сельский район.
14 января 1964 года из Серединского с/с в Дорский были переданы селения Канаево и Репотино.
11 января 1965 года Шаховской район был восстановлен и Дорский с/с вновь вошёл в его состав.
23 июня 1988 года в Дорском с/с был упразднён населённый пункт Маевка.
3 февраля 1994 года Дорский с/с был преобразован в Дорский сельский округ.
В ходе муниципальной реформы 2005 года Дорский сельский округ прекратил своё существование как муниципальная единица. При этом все его населённые пункты вошли в Сельское поселение Серединское.
29 ноября 2006 года Дорский сельский округ исключён из учётных данных административно-территориальных и территориальных единиц Московской области.